# 波卡佐韋 (米爾哥羅德區)
50°3′3″N 33°26′43″E / 50.05083°N 33.44528°E
波卡佐韋（烏克蘭語：Показове），是烏克蘭的村落，位於該國中部波爾塔瓦州，由米爾哥羅德區負責管轄，分別距離斯托夫比涅0.5公里和格利博克2.5公里，海拔高度143米，2001年人口172。